# Diego López V d'Haro
Diego López V d'Haro (mort en 1310) conegut com l'Intrús, era fill de Diego López III d'Haro i Constança de Bearn, i germà de Lope Díaz III d'Haro. Va ser senyor de Biscaia entre els anys 1295 i 1310.
En 25 d'abril de 1295, morí Sanç el Brau i aprofitant els disturbis de la Cort en la minoria de Ferran IV, va entrar a Biscaia i la va ocupar sense resistència i sense que se li pogués oposar la legítima senyora de Biscaia María Díaz I d'Haro, perquè el seu marit l'infant Joan es trobava encara a la presó des de la catàstrofe d'Alfaro (on morí Lope Díaz III d'Haro). En quedar lliure l'infant Joan, va intentar aconseguir que li retornessin el Senyoriu i al no aconseguir-lo, es va unir a altres descontents, per a lluitar contra la reina regent María de Molina, que va ser defensada per Diego López V d'Haro. Va convertir el llogaret marítim de Bilbao en vila el 15 de juny de 1300 i li va atorgar el Fur de Logronyo per donar sortida al comerç marítim a la Corona de Castella, estalviant d'un dia de camí respecte al port de Bermeo. Al març de 1307 arriba a un acord amb María Díaz d'Haro perquè aquesta fos la seva successora a la seva mort.
Com que continuava la guerra contra els sarraïns, Diego López V d'Haro acompanyava el rei Ferran IV, durant el setge d'Algesires, on Diego va morir els primers dies de gener de 1310. Com a descendència va tenir a Lópe Díaz, qui després de la mort del seu pare intentaria accedir al Senyoriu.